# Halopteris prominens
Halopteris prominens is een hydroïdpoliep uit de familie Halopterididae. De poliep komt uit het geslacht Halopteris. Halopteris prominens werd in 2003 voor het eerst wetenschappelijk beschreven door Vervoort & Watson. 